# Внешний сфинктер ануса

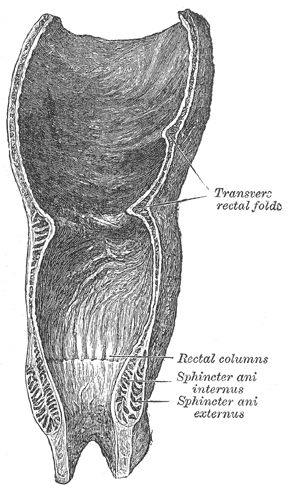
На рисунке изображены внешний сфинктер ануса (sphincter ani externus) и внутренний сфинктер ануса (sphincter ani internus)

Вне́шний сфи́нктер а́нуса (синонимы: нару́жный сфи́нктер а́нуса, нару́жный сфи́нктер прямо́й кишки́, вне́шний ана́льный сфи́нктер; лат. musculus sphincter ani externus) — кольцевая структура, состоящая из поперечно-полосатой мускулатуры, окружающая заднепроходной канал. Один из двух сфинктеров ануса. Является произвольным, то есть может управляться сознанием.
Внутренний сфинктер ануса, в отличие от внешнего, состоит из гладкомышечной ткани и является непроизвольным.

## Анатомия
Внешний сфинктер ануса имеет длину от 8 до 10 см, и в наиболее широкой своей части, напротив ануса, толщину около 2,5 см.
Поперечно-полосатые мышцы сфинктера является продолжением лобково-прямокишечной мышцы. Мышечный комплекс внешнего сфинктера ануса разделяется на три слоя:
- подкожная часть, представляющая собой кольцевую мускулатуру;
- поверхностная часть, являющаяся эллиптической мышцей, прикреплённой к копчику;
- глубокая часть, тесно связанная с лобково-прямокишечной мышцей.

Мышечные волокна внешнего сфинктера ануса обхватывают нижнюю часть внутреннего сфинктера ануса. Хотя сфинктеры контактируют между собой, между ними имеется чётко выраженная граница.

## Иннервация
Основным источником иннервации внешнего сфинктера ануса является срамной нерв, волокна правого и левого срамных сплетений.

## Функционирование
В мышцах внешнего сфинктера ануса, так же, как и дна таза, имеются рецепторы растяжения. Здоровый взрослый субъект в состоянии контролировать прохождение через сфинктер кала, его консистенцию, наличие газов. Ректоанальный рефлекс ведёт к сжатию мышц внешнего сфинктера ануса. Возникновению дефекационной реакции способствуют резкое повышение внутрибрюшного давления, как следствие, внутриректального давления, релаксация внутреннего сфинктера ануса и произвольное расслабление мышц внешнего сфинктера.